# Pawel Iwanowitsch Jaguschinski

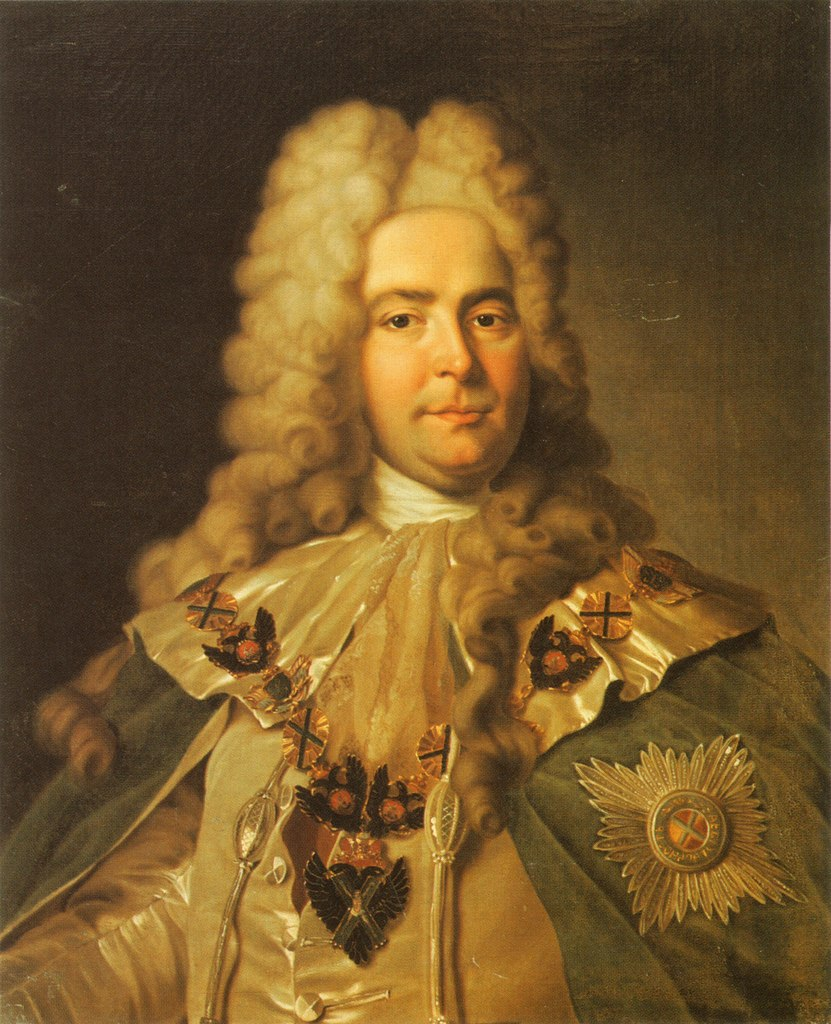
Pawel Iwanowitsch Jaguschinski

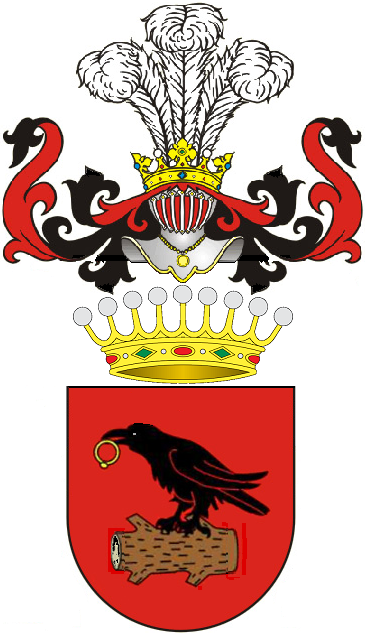
Wappen von 1731

Graf Pawel Iwanowitsch Jaguschinski (russisch Па́вел Ива́нович Ягужи́нский; * 1683 in Kublitschy; † 17. April 1736 in Sankt Petersburg) war ein russischer Politiker, Diplomat, Wirklicher Geheimrat, Kabinettsminister und General en chef.

## Leben

### Werdegang
Pawel Iwanowitsch Jaguschinski wurde als Sohn eines späteren Küsters der deutsch-lutherischen Kirchengemeinde von Moskau geboren, der polnischer oder litauischer Herkunft war. Möglicherweise kam die Familie erst 1687 aus Kublitschy im damaligen Großfürstentum Litauen (heute Weißrussland) nach Russland. Das 1731 verliehene gräfliche Wappen deutet auf eine Stamm- und Wappengemeinschaft der Jaguschinski mit der polnischen Adelsfamilie Herb Korwin. Pawel Iwanowitsch Jaguschinski lernte mit 18 Jahren Peter den Großen kennen, dessen Gunst und Vertrauen er erlangte. Peter I. gab seinem Zögling, der zum orthodoxen Glauben konvertierte, eine Stelle in der Reichskanzlei und darauf in der Garde. Zum Offizier befördert wurde er engster Vertrauter und Freund Peter I. 1712 stieg er zum Kammerherren und Generalmajor auf und schloss 1713 in Kopenhagen mit Dänemark ein Bündnis gegen Schweden. 1717 begleitete er Peter I. nach Paris und wurde 1720 in diplomatischer Mission an den kaiserlichen Hof in Wien gesandt. 1718 war Jaguschinski als Generalmajor und Hauptmann der Garde Drahtzieher der Gefangennahme und Anklage des Kronprinzen Alexei von Russland.
1722 erfolgte seine Ernennung zum Generalleutnant, zum General-Prokuror des Senats sowie zum Polizeiminister. 1724 verhalf Jaguschinski Katharina I. auf den Thron, die ihn zum Kapitänleutnant ihrer Leibgarde ernannte. 1727 wurde er dank seiner ausgezeichneten militärischen Kenntnisse Kommandeur des russischen Heeres in Kleinrussland (heute Ukraine). Im November 1727 erhielt er den Rang General en chef. Nach dem Tode von Peter II. entschied er als Mitglied der hohen Versammlung über die Thronfolge. 1730 in den Senat aufgenommen, erfolgte 1731 seine Erhebung in den erblichen russischen Grafenstand. Kaiserin Anna ernannte Jaguschinski erneut zum General-Prokuror und 1731 zum General des Leibgarde-Regimentes, ließ ihn jedoch vom Hof entfernen, da Jaguschinski im Zwist mit ihren Günstlingen Ernst Johann von Biron und Heinrich Johann Friedrich Ostermann stand. Er wurde deshalb im Dezember 1731 russischer Gesandter in Berlin und 1735 an den russischen Hof zurückbeordert. Zuletzt 1735 mit der Funktion eines Wirklichen Geheimrates und Kabinettsministers betraut, starb er am 17. April 1736 in Sankt Petersburg und wurde am 23. April 1736 in der Mariä-Verkündigungs-Kirche des Alexander-Newski-Klosters beigesetzt.

### Familie
Pawel Iwanowitsch Jaguschinski war von 1723 bis 1736 mit Anna Gawrilowna Bestuschewa-Rjumina verheiratet und Vater von Sergei Pawlowitsch Jaguschinski und Praskowja Pawlowna Jaguschinskaja.

## Auszeichnungen
- Orden des Heiligen Andreas des Erstberufenen, 1724
- Orden des Heiligen Alexander Newski, 1725